# Anna Boluda Gisbert
Anna Boluda Gisbert (Alcoi, 1976) és una periodista independent valenciana. Ha estat guardonada pels documentals Queer Spawn i Homo Baby Boom. A més a més, la sèrie de vídeos La misión Gaia també va rebre el Premi Ciencia en Acción atorgat pel CSIC com a millor curt científic 2013. En 2019 ha guanyat diversos certàmens literaris de narrativa i novel·la juvenil.
Va estudiar comunicació audiovisual a València i obtingué un màster en periodisme a la Universitat de Nova York amb una Beca Fulbright. Està especialitzada en temes de medi ambient, astronomia, salut, drets socials, viatges i tecnologia. Actualment viu a València.
Ha treballat a Radiotelevisió Valenciana (1998-2001) i a diverses agències de comunicació. L'any 2006 va iniciar la seva carrera periodística digital a Vilaweb, on va contribuir al procés de creació de Vilaweb TV. A més a més va crear un blog anomenat Apòstata desficiosa. Actualment treballa en la creació de coneixement, articles i vídeos per diverses empreses, institucions i entitats científiques i de recerca. A més a més, col·labora amb les revistes digitals InfoUniversitat, Sostenible i Inspira.
Ha realitzat diversos cursos de narrativa a l'Escola d'Escriptura de l'Ateneu de Barcelona. Ha estat guardonada amb el Premi Montserrat Roig (Martorelles, 2013), Premi Paraules d'Adriana (Sant Adrià del Besòs, 2015), Premi Isabel de Villena (Burjassot, 2015), Premi Nou d'Octubre de creació literària en valencià (Sant Vicent del Raspeig, 2015), el segon premi XV Certamen de Narrativa Breu sobre Dones i Ciència (Ajuntament de València, 2016) i el segon premi al I Certamen de Narrativa Vila de Mutxamel (2016).
Ha estat finalista del Premis Literaris Ciutat de Torrent (2017) amb la novel·la juvenil Res a amagar, i finalista al IX Premi Delta de narrativa de dones (2017) amb l'obra de no ficció Les filles de l'anarquista. L'any 2019 va rebre en la modalitat de literatura juvenil el Premi de la Crítica dels Escriptors Valencians per la novel·la Res a amagar (Tabarca).